# Stazione di Orio Litta
La stazione di Orio Litta è una fermata ferroviaria posta sulla linea Pavia-Cremona, a servizio dell'omonimo comune.

## Storia
Nonostante la linea fosse stata attivata nel 1866, la fermata venne attivata solo successivamente.

## Strutture e impianti

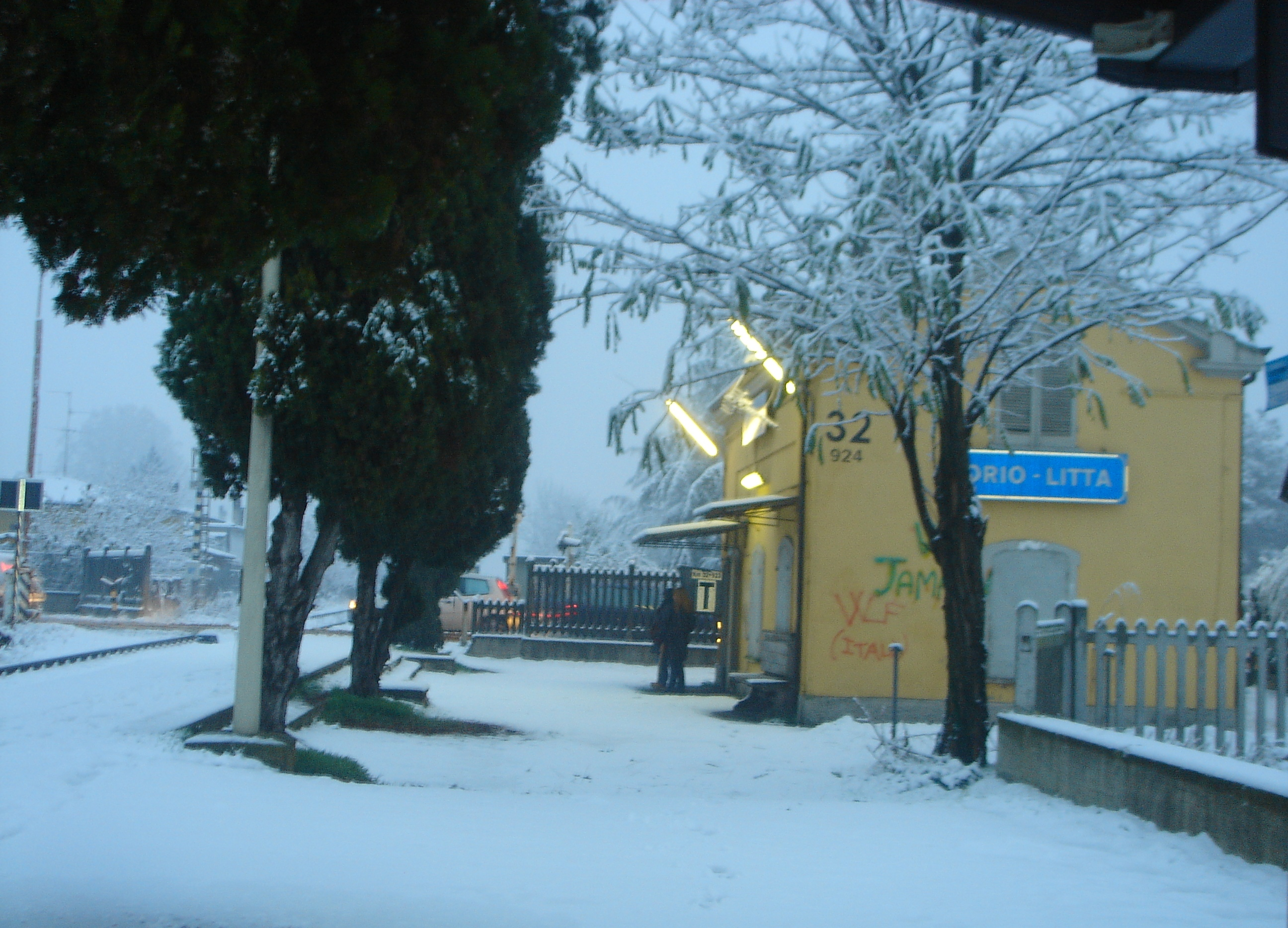
Foto della fermata nel periodo natalizio

La fermata utilizza come fabbricato viaggiatori un piccolo casello ferroviario, costruito nel tipico stile delle Strade Ferrate Meridionali, e risalente con ogni probabilità all'epoca dell'apertura della linea. Vi è un unico binario, servito da un marciapiede, con annessa una tettoia e alcuni posti a sedere.

## Movimento
La fermata è servita dai treni regionali svolti da Trenord in servizio sulla tratta Pavia–Codogno.